# Församlingshem

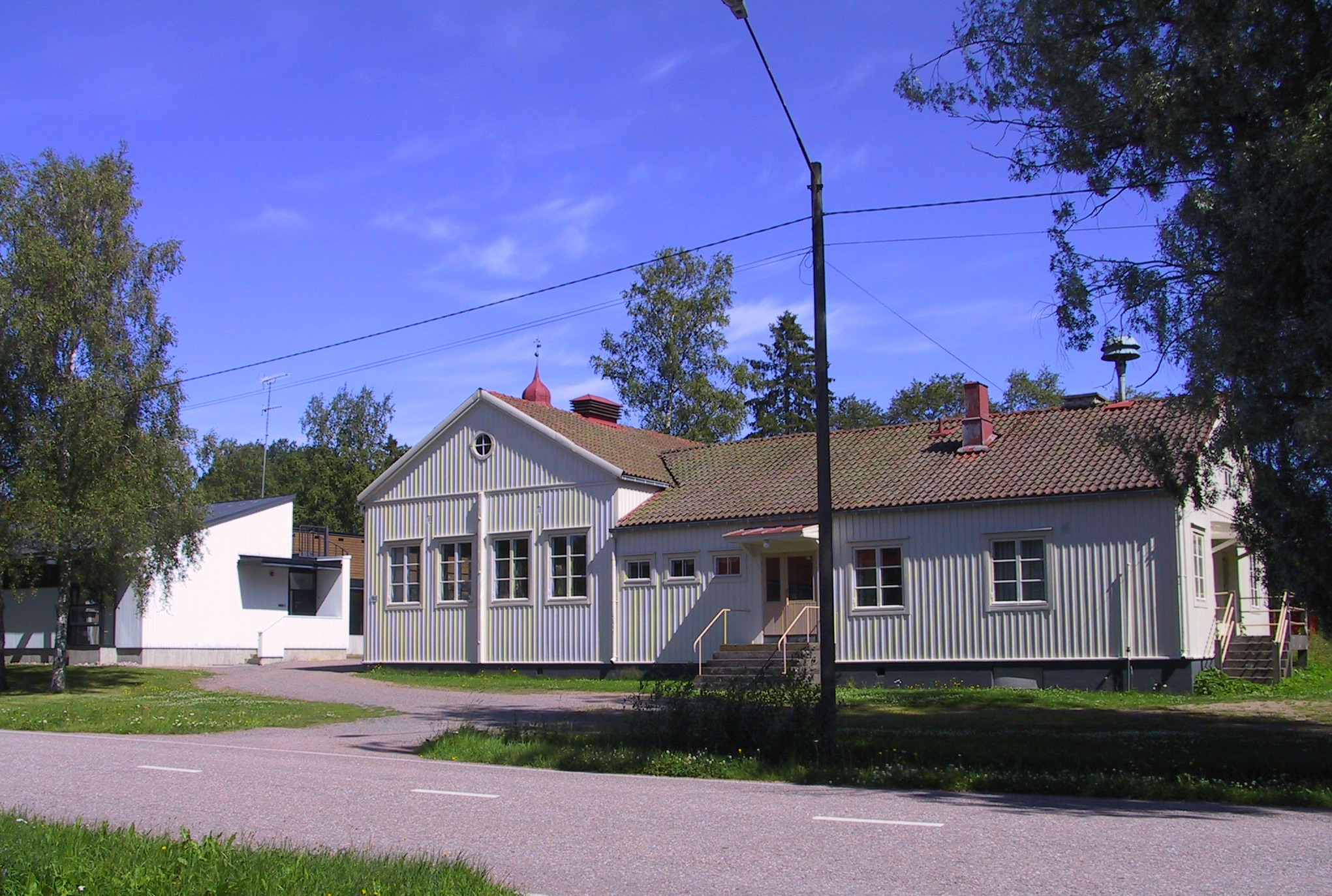
Pöytis församlingshem i Finland.

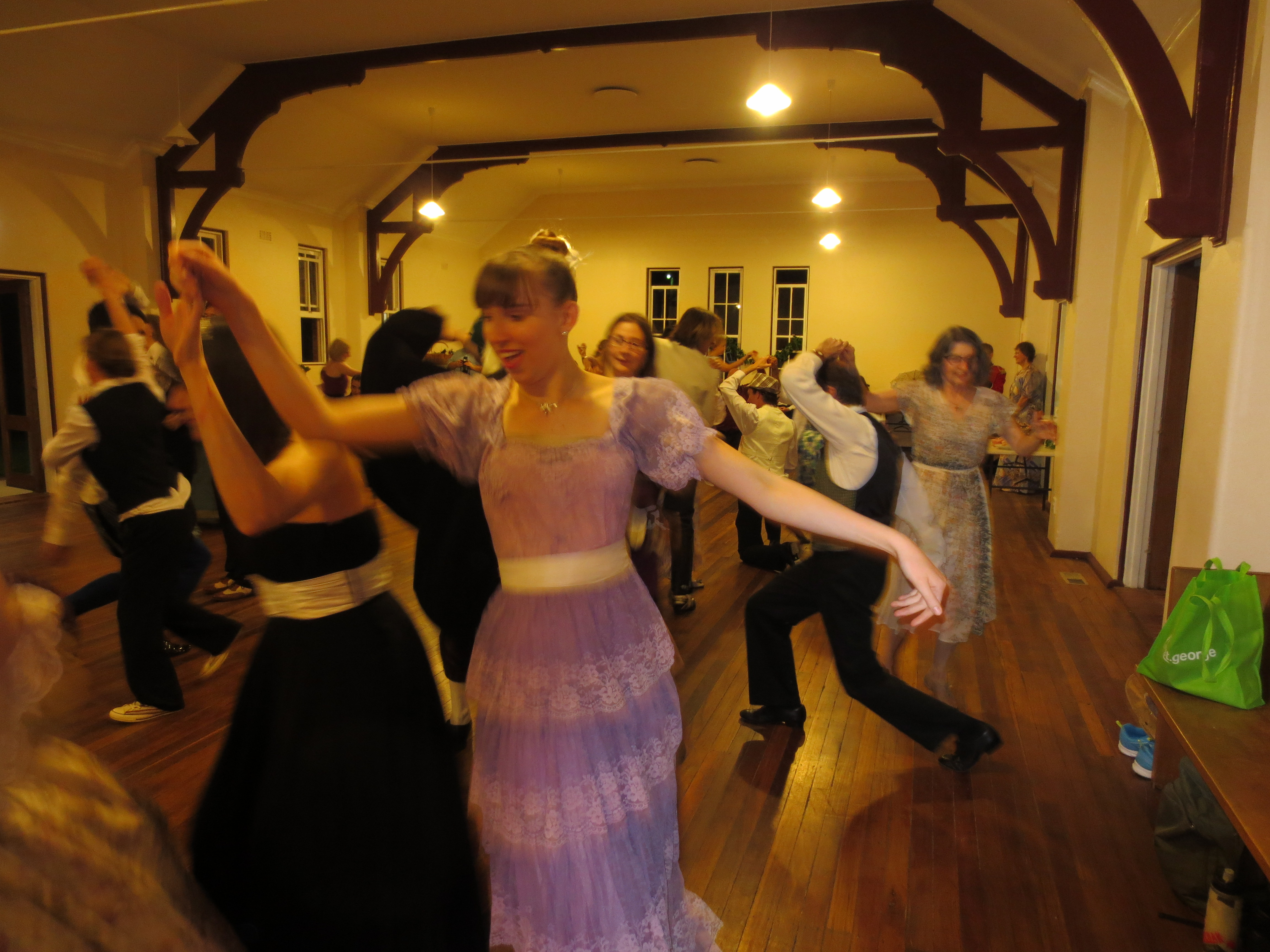
Dans i Allhelgonakyrkans församlingshem i Canberra i Australien en novemberdag 2015.

Församlingshem eller församlingsvåning är ett utrymme avsett för expedition och sammankomster i en församling. Vanligen är församlingshemmet ett separat hus, varvid också andra funktioner kan inhysas.
Församlingshemmet kan ha ett utrymme vigt för gudstjänster eller till och med huvudsakligen bestå av ett utrymme som också används som kyrkosal, men vanligen förrättas gudstjänsterna i en skild kyrka. Det kan också hyras ut för världsliga ändamål.